# Hoxne
Hoxne – wieś w Anglii, w hrabstwie Suffolk, w dystrykcie Mid Suffolk. Leży 33 km na północ od miasta Ipswich i 131 km na północny wschód od Londynu.